# Troistedt
Troistedt település Németországban, azon belül Türingiában. Lakosainak száma 194 fő (2017. december 31.). Troistedt Nohra (bei Weimar), Bad Berka és Isseroda községekkel határos.

## Népesség
A település népességének változása:

| 2017 | 194 |